# 日野・600

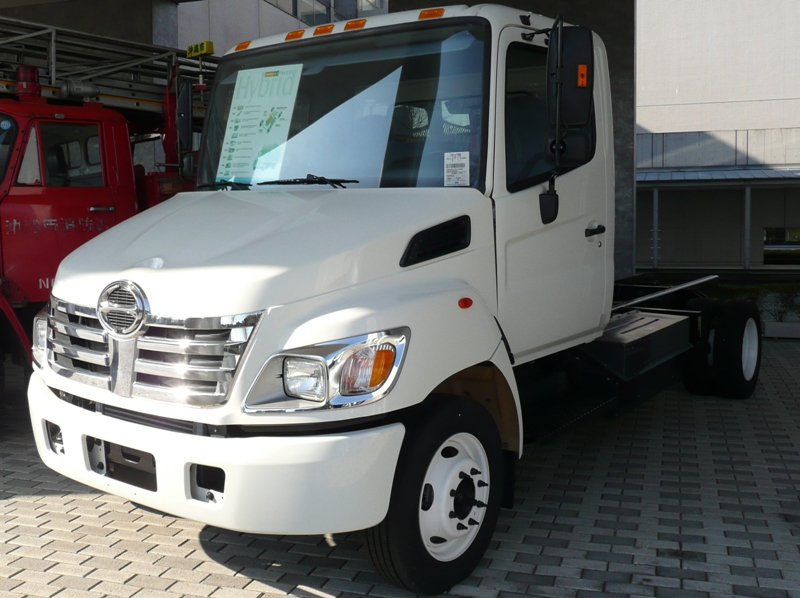
165ハイブリッド（日野オートプラザ所蔵車）

600は日野自動車が製造する中型・大型トラックである。
実際の車種名は下記の3桁の数字だが、当項では日野自動車グローバルサイトで600シリーズとして紹介されていることから、記事名を600とする。

## 概要
日野が北米市場に本格参入を果たすために投入した北米専用のボンネットトラックである。生産は日野モータース・マニファクチュアリングUSAで行われる。
左ハンドル仕様のみで日本では販売されていないが、日野オートプラザが1台保有している。
また、東京都内でビアレストランを経営する法人が、後部にコンテナを搭載しバーカウンターを備えた移動式店舗に架装したナンバー付車両を所有している。

## 歴史
- 2003年 - 販売開始。エンジンは直列4気筒のJ05Dと直列6気筒のJ08Eを搭載。トランスミッションはイートン製5速/6速MTとアイシン製4速AT、アリソン製5速AT。
- 2004年 - 第38回東京モーターショーに165ハイブリッドを参考出品。
- 2006年 - マイナーチェンジ。ヘッドライトを角型から異形タイプに変更。
- 2021年 - エンジンをカミンズ製に変更。秋より中型のLシリーズにB6.7エンジン、2022年より大型のXLシリーズにL9エンジンを搭載する予定[2]。

## ラインナップ
駆動方式は4X2の後輪駆動で全車ベッドレスのショートキャブが標準である。それぞれのモデルごとに152インチから271インチまで様々なホイールベースのバリエーションがある。また上位クラスである268/268Ａと338は特注で最大298インチまでホイールベース（フレーム）を延長することが可能である。
斜体が現行ラインナップ、細字は過去に設定されていたモデルで、現在はこのクラスはキャブオーバーモデルであるデュトロの北米仕様に置き変わっている。
- 145 GVW6t
- 165 GVW7t
- 185 GVW8t
- 238 GVW10t
- 258LP GVW11.5t
- 258ALP GVW11.5t
- 268 GVW12t
- 268A GVW12t
- 338 GVW15t
- 338CT GVW15t

## ダカール・ラリー

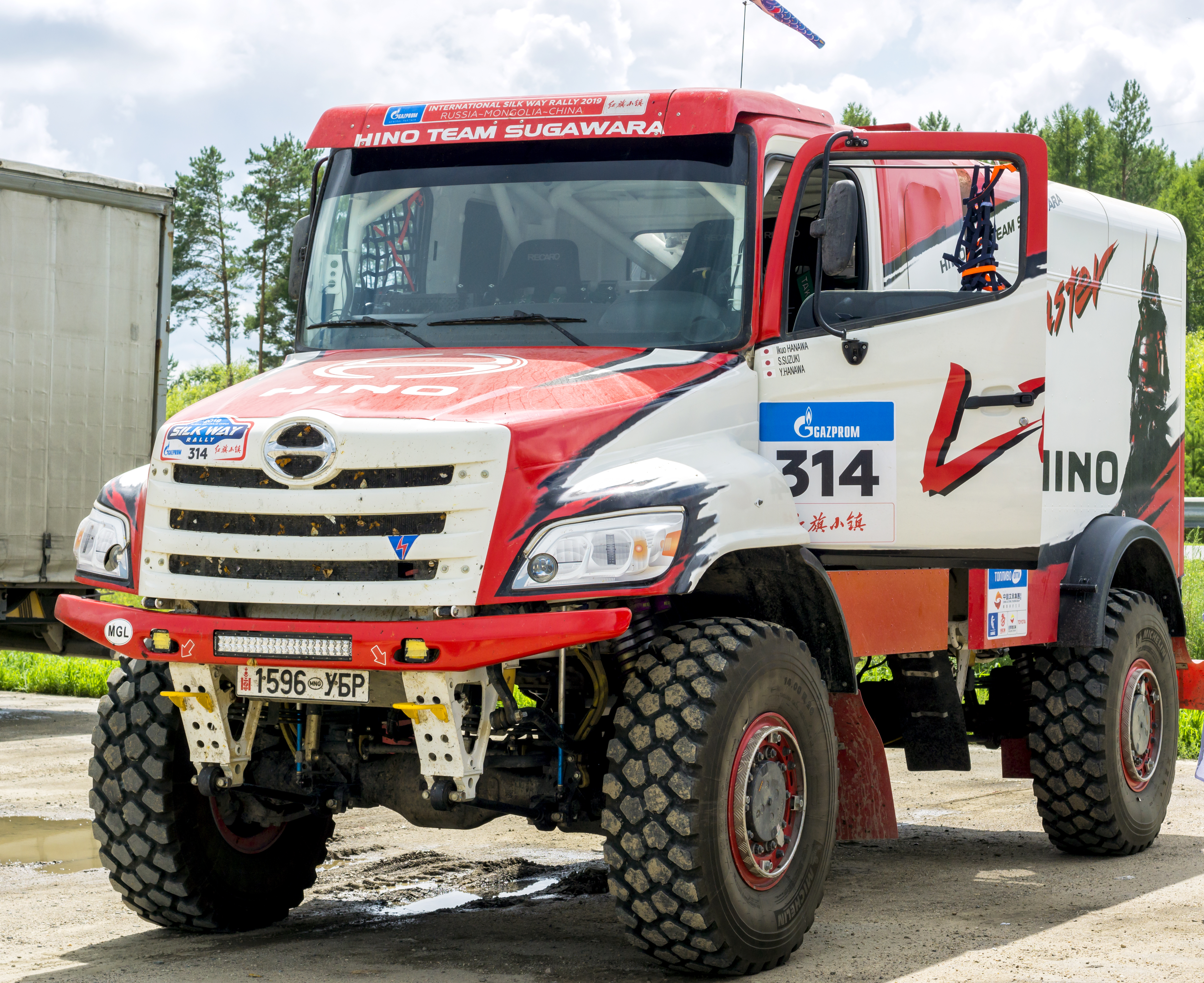
ラリーレイド仕様車（2019年シルクウェイラリー参戦時）

日野自動車とチームスガワラは、2019年6月3日にダカール・ラリー2020年大会の体制を発表。2号車をレンジャーから600に変更し、ドライバーは菅原義正の後任として新加入した塙郁夫が務めた。ドライブトレーンはアリソン・トランスミッション製のトルコン式6速ATを新採用する以外はレンジャーと同一となる。直列6気筒ディーゼルターボのA09Cエンジンもレンジャーと同一で、最大出力は750PS/2600rpm、最大トルクは236kgm（約2314Nm）/1200rpm。車両重量はレンジャーより175kg重く8,480kgとなる。カテゴリはグループT5.1（プロトタイプ・クロスカントリー・トラック）である。
デビュー年はステージ8で転倒し、ステージ9でロールバーに損傷が見られたため、安全のためリタイアした。なお1号車のレンジャーは無事完走している。
2022年大会は、日野が1991年にダカール・ラリーへ初参戦以来31年間使用してきたレンジャーから、完全に600に切り替えて参戦する。ただし内部構造はレンジャーと多くを共有している。2021年大会同様に1台体制での参戦となり、ドライバーは菅原照仁が務める。ドライブトレーンは6速ATに加え、日野のダカール・ラリー参戦車両としては初となるレーシングハイブリッドシステムを採用した。モーターはカナダのTM4社製、バッテリーはジェイテクト社製のキャパシタをそれぞれ用いており、トルクと引き換えに高回転型にチューニングされて800PSになったA09Cエンジンとの合計で最大1080PSを実現する。車両重量は8,600kgで従来よりは重くなるが、FRP素材を駆使して極力重量増加を抑えた。ハイブリッドシステムのトラブルや転倒によりリタイアの危機に瀕したが、メカニックたちの懸命な修復と幸運によりいずれも致命傷を免れ、総合12位で完走した。
2023年大会は日野本社の排ガス不正問題により出場が危ぶまれたが、11月に参戦が発表された。数々のトラブルに見舞われながらも総合10位フィニッシュを果たした。